# Zoungou-Pantrossi
Zoungou-Pantrossi ist ein Arrondissement im Departement Alibori in Benin. Es ist eine Verwaltungseinheit, die der Gerichtsbarkeit der Kommune Gogounou untersteht. Gemäß der Volkszählung von 2013 hatte Zoungou-Pantrossi 11.905 Einwohner, davon waren 6019 männlich und 5886 weiblich.